# Gonada
Gonada é um gênero de traça pertencente à família Agonoxenidae.